# Markus Hundhammer
Markus Hundhammer (* 24. April 1980 in Landshut) ist ein deutscher Eishockeyspieler, der zuletzt bei den Straubing Tigers in der Deutschen Eishockey Liga unter Vertrag stand.

## Karriere

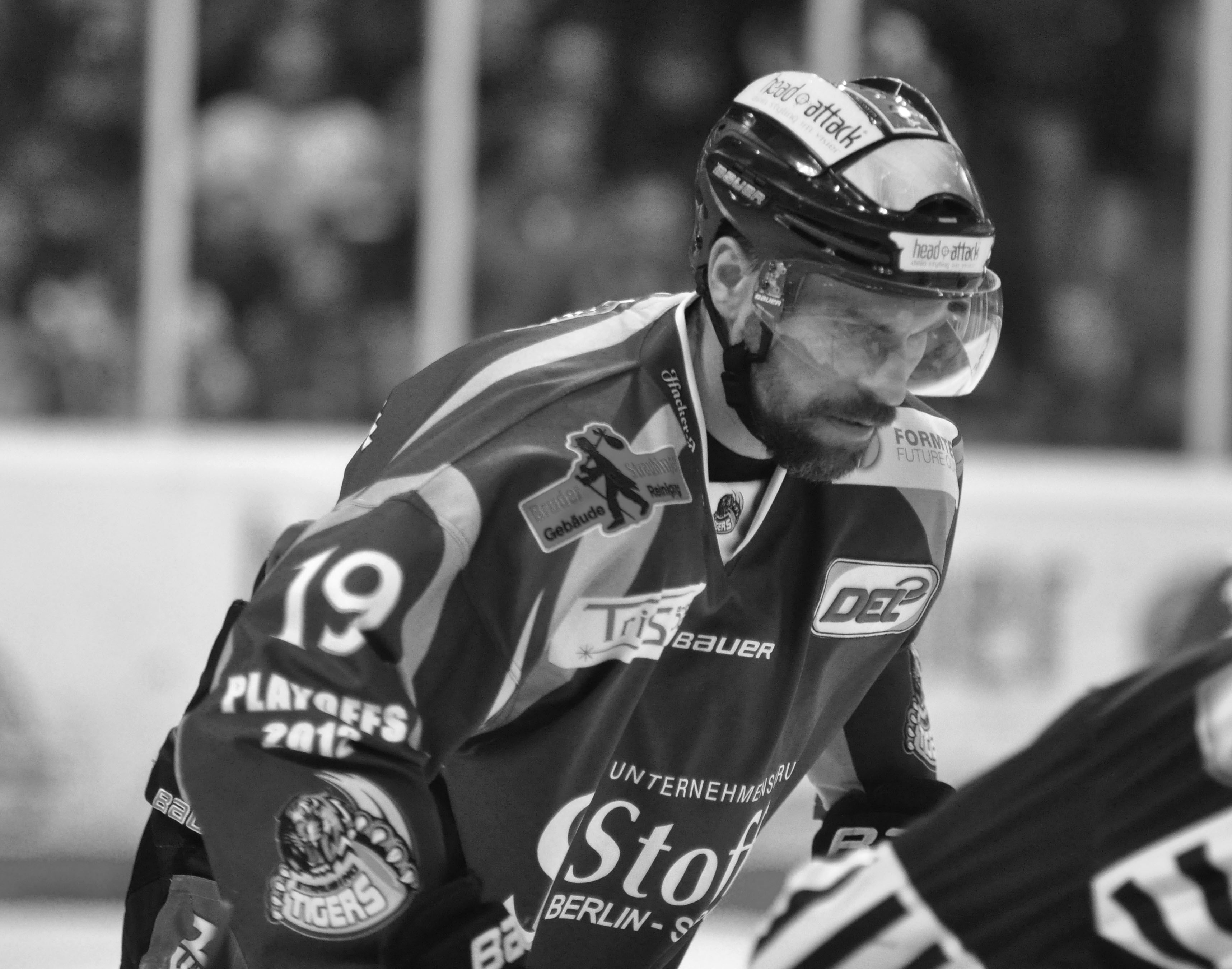
Hundhammer im Trikot der Straubing Tigers (2012).

Markus Hundhammer begann seine Eishockey-Karriere mit der Ausbildung beim Eislaufverein Landshut. Nach dessen Ausstieg aus der Deutschen Eishockey Liga und dem damit verbundenen Neubeginn in der drittklassigen Eishockey-Oberliga 1999/2000 stieß der damals neunzehnjährige Hundhammer erstmals zum Kader der ersten Mannschaft. In seiner ersten Saison erreichte er in 49 Pflichtspielen 24 Punkte, davon elf Tore und gewann die Meisterschaft. Auch in den folgenden beiden Oberliga-Spielzeiten blieb der gebürtige Landshuter seinem Heimatverein treu, wobei er mit dem Team in der Spielzeit 2001/02 zum zweiten Mal in drei Jahren den Meistertitel gewann. Diesmal realisierte die Vereinsführung den Aufstieg in die 2. Eishockey-Bundesliga.
Der Vertrag mit Markus Hundhammer wurde verlängert, in seiner ersten Zweitligasaison kam er auf 27 Punkte in 55 Spielen. In den folgenden Jahren überzeugte Hundhammer jeweils als solider Center für die zweite oder dritte Reihe und gehörte zu den wichtigsten Landshuter Stammspielern in der ersten Dekade der 2000er-Jahre. Seine bisher erfolgreichste Zweitligasaison feierte er 2006/07, in der er jeweils siebzehn Tore und siebzehn Vorlagen vorweisen konnte. Hundhammer stand auch in der Saison 2010/11 im Kader der Landshut Cannibals. Im April 2011 wurde der Stürmer von den Straubing Tigers aus der Deutschen Eishockey Liga verpflichtet und absolvierte in der Folge 88 DEL-Partien für die Tigers, ehe sein Vertrag im Februar aufgrund interner Auseinandersetzungen aufgelöst wurde.

## Karrierestatistik
| 1999/2000            | EV Landshut          | OL                   | 49  | 11  | 13  | 24  | 28  | –  | –  | –  | –  | –  |
| 2000/01              | EV Landshut          | OL                   | 44  | 10  | 9   | 19  | 69  | –  | –  | –  | –  | –  |
| 2001/02              | EV Landshut          | OL                   | 52  | 13  | 28  | 41  | 56  | 8  | 2  | 2  | 4  | 4  |
| 2002/03              | Landshut Cannibals   | 2. BL                | 55  | 9   | 18  | 27  | 52  | 5  | 2  | 3  | 5  | 2  |
| 2003/04              | Landshut Cannibals   | 2. BL                | 45  | 10  | 20  | 30  | 44  | 13 | 1  | 3  | 4  | 18 |
| 2004/05              | Landshut Cannibals   | 2. BL                | 52  | 12  | 12  | 24  | 48  | 5  | 0  | 1  | 1  | 6  |
| 2005/06              | Landshut Cannibals   | 2. BL                | 45  | 9   | 18  | 27  | 40  | 7  | 0  | 2  | 2  | 10 |
| 2006/07              | Landshut Cannibals   | 2. BL                | 50  | 17  | 17  | 34  | 74  | 8  | 1  | 1  | 2  | 4  |
| 2007/08              | Landshut Cannibals   | 2. BL                | 52  | 10  | 11  | 21  | 60  | 13 | 2  | 2  | 4  | 12 |
| 2008/09              | Landshut Cannibals   | 2. BL                | 42  | 16  | 17  | 33  | 67  | 4  | 0  | 0  | 0  | 0  |
| 2009/10              | Landshut Cannibals   | 2. BL                | 50  | 9   | 12  | 21  | 40  | 6  | 1  | 0  | 1  | 4  |
| 2010/11              | Landshut Cannibals   | 2. BL                | 45  | 9   | 9   | 18  | 28  | 4  | 4  | 1  | 5  | 0  |
| 2011/12              | Straubing Tigers     | DEL                  | 50  | 4   | 5   | 9   | 20  | 8  | 1  | 0  | 1  | 4  |
| 2012/13              | Straubing Tigers     | DEL                  | 30  | 0   | 0   | 0   | 16  | –  | –  | –  | –  | –  |
| Oberliga gesamt      | Oberliga gesamt      | Oberliga gesamt      | 145 | 34  | 50  | 84  | 153 | 8  | 2  | 2  | 4  | 4  |
| 2. Bundesliga gesamt | 2. Bundesliga gesamt | 2. Bundesliga gesamt | 436 | 101 | 134 | 235 | 453 | 65 | 11 | 13 | 24 | 56 |
| DEL gesamt           | DEL gesamt           | DEL gesamt           | 80  | 4   | 5   | 9   | 36  | 8  | 1  | 0  | 1  | 4  |

(Legende zur Spielerstatistik: Sp oder GP = absolvierte Spiele; T oder G = erzielte Tore; V oder A = erzielte Assists; Pkt oder Pts = erzielte Scorerpunkte; SM oder PIM = erhaltene Strafminuten; +/− = Plus/Minus-Bilanz; PP = erzielte Überzahltore; SH = erzielte Unterzahltore; GW = erzielte Siegtore; 1 Play-downs/Relegation; Kursiv: Statistik nicht vollständig)